# غضروف درقي
الغضروف الدرقي (بالإنجليزية: Thyroid cartilage)‏ هو الغضروف الأكبر بين تسعة غضاريف تُشكل الهيكل الحنجري، وهو عبارة عن بناء غضروفي داخل وحول القصبة الهوائية (الرغامى) التي تحوي داخلها الحنجرة.
يتكون الغضروف الدرقي من صفيحتين مائلتين تلتحمان في قسمهما الأمامي لتشكلا نتوءاً يسمّى النتوء الحنجري، أو ما يعرف باسم تفاحة آدم. ويكون النتوء الحنجري أكثر بروزاً لدى الرجال عنه لدى النساء، بسبب الاختلاف في الزاوية بين صفيحتيه الغضروفيتين، حيث يبلغ 90 درجة لدى الرجال، بينما هي 120 لدى النساء.
تسمى الثلمة فوق الحافة العلوية للغضروف الحنجري، والتي تعلو مباشرة النتوء الحنجري بـ الثلمة الحنجرية العلوية؛ في حين تُسمّى الثلمة أسفل الزاوي الدرقية بـ الثلمة الحنجرية السفلية.
تمتد الحافة الخلفية للغضروف الدرقي علوياً وسفلياً لتشكلان القرن العلوي للغضروف الدرقي والقرن السفلي للغضروف الدرقي.

## الطبقات والمفاصل
تشكل الصفيحتان معظم القسم الوحشي للحنجرة، وهما تمتدان جانبياً بشكل مائل وتغطيان جزءاً من القصبة الهوائية. ويشكل الخط المائل الحدود العلوية للغدة الدرقية.
تتمفصل الحافة الخلفية لكل صفيحة سفلياً مع الغضروف الحلقي بواسطة المفصل الحلقي الدرقي. ويؤدي تحرك الغضاريف بواسطة هذا المفصل إلى تغيير التوتر في الحبل الصوتي، والذي يؤدي إلى تغير في الصوت.
تتصل الحافة العلوية للغضروف الدرقي بالعظم اللامي بواسطة الغشاء الدرقي اللامي.

## الوظيفة

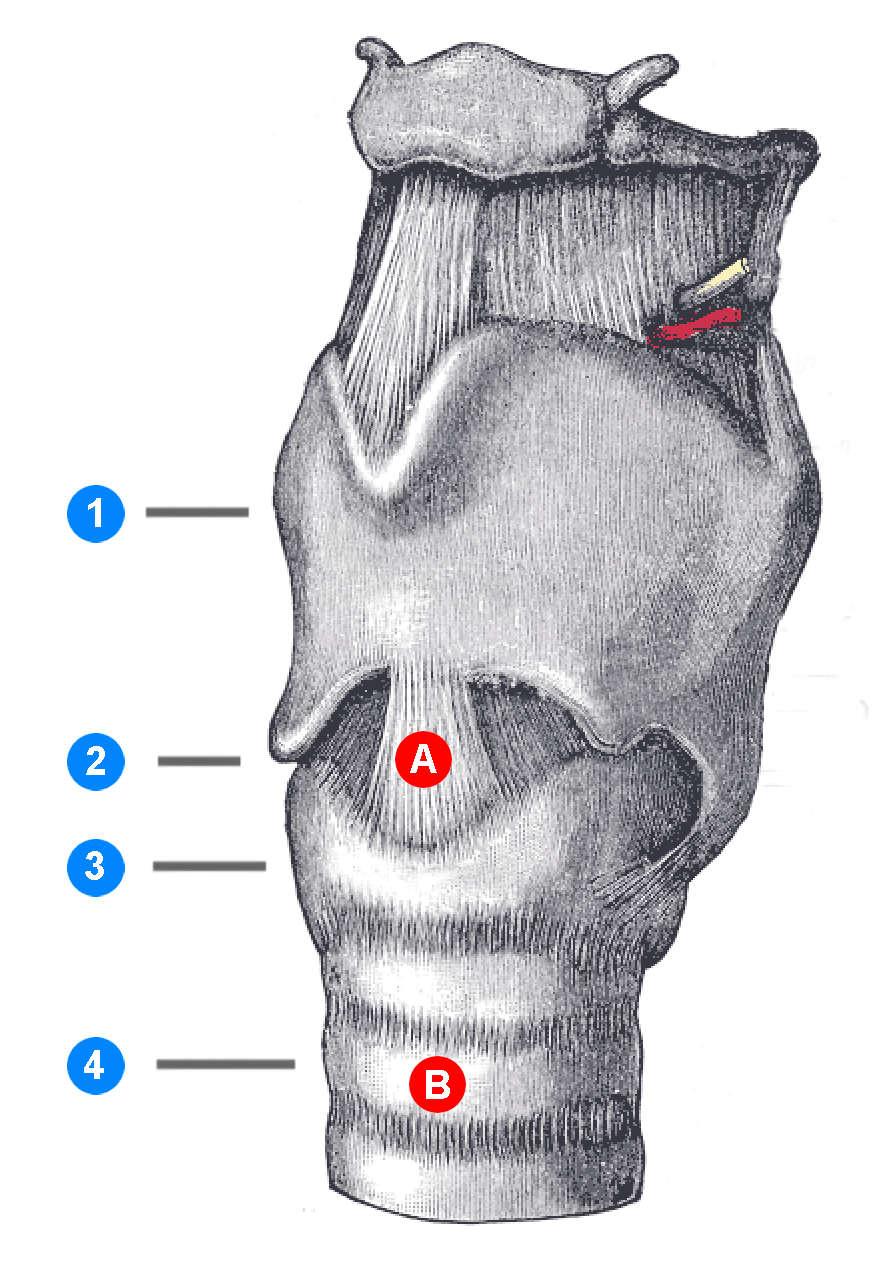
(1) الغضروف الدرقي
(2) الرباط الحلقي الدرقي
(3) الغضروف الحلقي
(4) القصبة الهوائية
(A) موضع بضع الغضروف الحلقي الدرقي (جراحة)
(B) موضع ثقب القصبة الهوائية (جراحة)

- يشكل الغضروف الدرقي معظم كتلة الجدار الأمامي للحنجرة.
- يساهم في حماية الحبل الصوتي، والتي تقع مباشرة خلفه.
- كما يعمل كوصلة بين عدة عضلات من العضلات الحنجرية.